# ویروئید

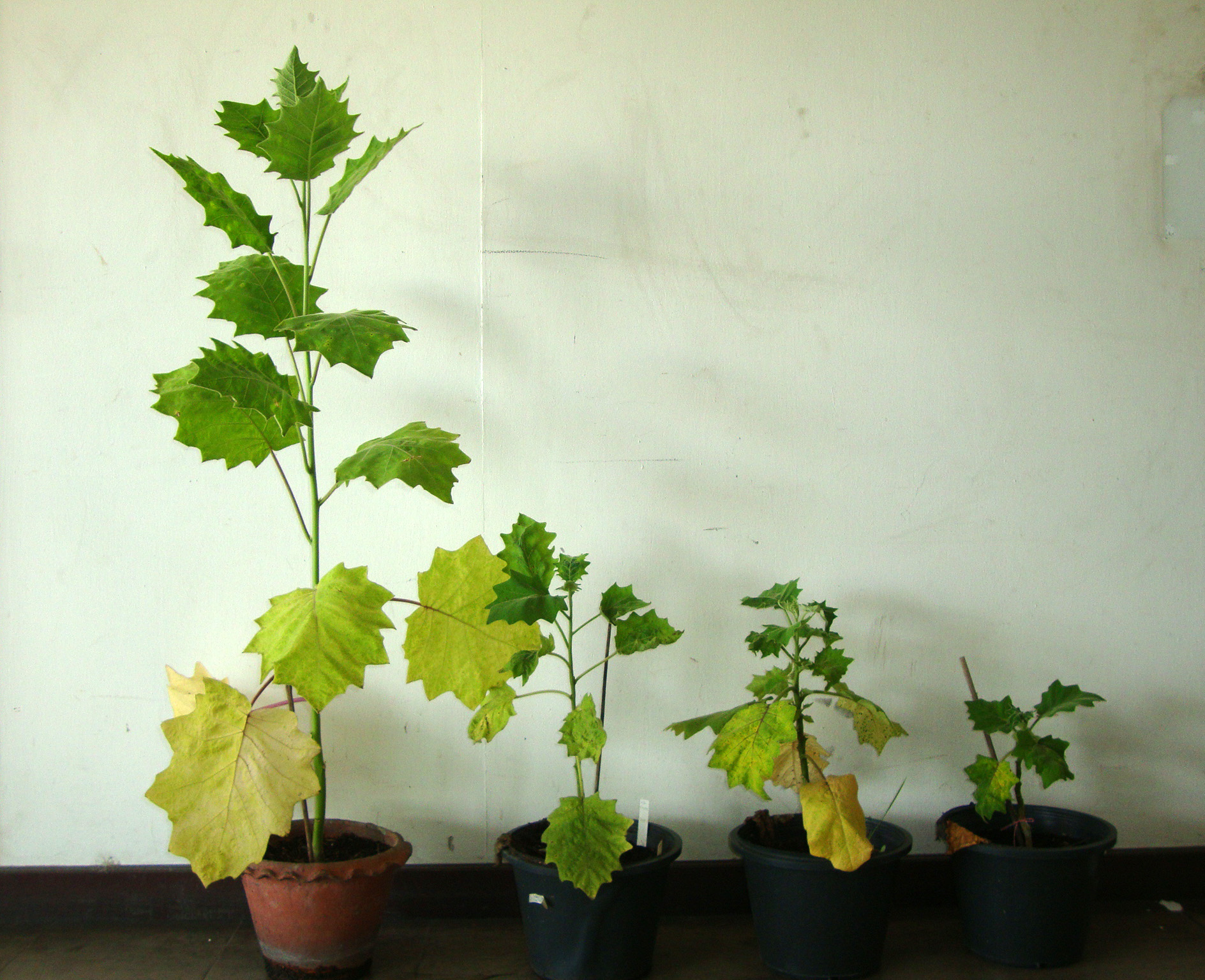
تصویر مربوط

ویروییدها نوعی ویروس است که کوچکترین بیمارگرهای گیاهی شناخته شده محسوب می‌شوند. اصطلاح ویروئید اولین بار توسط دینر در سال ۱۹۷۱ برای توصیف عامل بیماری دوکی شدن غده سیب زمینی (PSTVd) به کار برده شد.
ویروییدها دارای یک رشته RNA تک لایه حلقه‌ای به طول ۲۴۶ تا ۴۰۱ نوکلئوتید، با ساختمان‌های ثانویهٔ متعدد و فاقد پوشش پروتئینی هستند. این بیمارگرها فاقد چارچوب ژنی فعال هستند و توانایی سنتز پروتئین را ندارند.
به رغم فقدان پروتئین پوششی، به علت دارا بودن ساختار پیچیده ثانویه، در مقابل عوامل مخرب نوکلئیک اسیدها مقاومت زیادی دارند.
ویروئیدها مولکول‌های اسید نوکلئیک بدون پوشش پروتئینی هستند. ویروئیدهای گیاهی حاوی مولکول RNA حلقوی تک رشته ایی متصل می‌شود به‌طور کووالانسی و دارای ۳۶۰ نوکلئوتید می‌باشند که از بازهای جفت شده با ساختمان میله ایی تشکیل شده‌اند. ویروییدها نمی‌توانند پروتئین بسازند اما درون سلول‌های میزبان تکثیر می‌شوند، که ظاهراً از آنزیم‌های میزبان استفاده می‌کنند. به نظر می‌رسد ویروییدها در سیستم رشد گیاهان اختلال ایجاد می‌کنند. نشانه‌های بارز بیماری‌های ویروییدی رشد غیرطبیعی یا عقب ماندگی در رشد است. یک بیماری ویروییدی به اسم کدنگ-کدنگ بیش از ۱۰ میلیون درخت نارگیل را از بین برد.

## ارتباط تکاملی
فرضیهٔ دیرر که در سال ۱۹۸۹ منتشر شد، بیان می‌کند که خصوصیات منحصر به فرد ویروئیدها، آنها را به عنوان ماکرومولکول‌هایی قابل قبول تر از اینترانین یا دیگر RNAهایی که در گذشته به عنوان «موجود زنده» در نظر گرفته می‌شدند، تبدیل کرده‌است. ویژگی‌های ویروئیدها سبب می‌شود که آنها نامزدهای احتمالی بهتری نسبت به سایر RNAها برای انجام مراحل حیاتی در تکامل زندگی، از ماده بی جان (abiogenesis) باشند. فرضیهٔ او تا سال ۲۰۱۴ میلادی، تقریباً فراموش شده بود تا اینکه در مقاله ای که در آن فلورس و همکارانش این فرضیه را مورد بررسی قرار داده بودند، دوباره این فرضیه مورد توجه محافل علمی قرار گرفت. در آن مقاله، نویسندگان با شواهد و مدارک مختلف، از فرضیهٔ او حمایت کردند.

## وضعیت تاکسونومیکی
در نهمین گزارش ICTV یاInternational Committee on Taxonomy of Viruses ویروییدها به عنوان عوامل بیماریزای زیرویروسی (Subviral) شناخته شدند و بر اساس ساختمان ثانویه، محل همانندسازی و مسیر تکاملی، به دو خانواده Avsunviroidae با دو جنس (Pelamoviroid و Avsunviroid) و Pospiviroidae با پنج جنس (Cocadviroid, Hostuviroid, Apscaviroid, Coleviroid و Pospiviroid) تقسیم می‌شوند.
در خانواده Pospiviroidae برای ساختار ثانویه پنج دامنة ساختمانی و عملکردی شامل: دامنهٔ مرکزی حفاظت شده (central conserved region, CCR)، دامنهٔ بیماری زائی (pathogenicity, P)، دامنهٔ متغیر(variable, V)، دامنهٔ انتهای سمت راست (terminal right, TR) و دامنهٔ انتهای سمت چپ (terminal left, TL) پیشنهاد شده‌است.

## روش‌های شناسایی ویروییدها
روش‌های شناسایی ویروییدها در ۲ قالب صورت می‌گیرد:
- روش بیولوژیک
- روش‌های مولکولی

روش‌های مولکولی عمدتاً خود به ۳ روش انجام می‌شود:

- الکتروفورز ژل پلی آکریل آمید
 - RT-PCR

- هیبریداسیون مولکولی
از آنجایی که ویروییدها هیچ پروتئین اختصاصی تولید نمی‌کنند؛ امکان استفاده از روش‌های سرولوژی در تشخیص ویروییدها وجود ندارد. همچنین چون پیکرهٔ خاصی که به امر تشخیص کمک کند به آسانی قابل ردیابی نیست، استفاده از میکروسکوپ الکترونی نیز امکان‌پذیر نمی‌باشد.

### روش بیولوژیک
جز اولین روش‌ها در تشخیص بیماری‌های ویروییدی می‌باشد. در این روش به گیاهان محک مناسب نیاز داریم تا پاتوژن در آن‌ها علایم اختصاصی تولید نماید به گونه‌ای که از سایر پاتوژن‌ها قابل تفکیک باشد.
انتقال بیماری به گیاهان محک به روش‌های مختلف از جمله: از طریق پیوند، ناقل، مکانیکی یا روش‌های تکثیری صورت می‌گیرد.

#### اطلاعات مورد نیاز در روش بیولوژیک
- شناخت دامنه میزبانی ویرویید
- شناخت علایم گونهٔ ویرویید مد نظر و همین‌طور سایر گونه‌های پاتوژن در گیاه محک هدف
- شناخت علائم جهت رد احتمال وجود سایر عوامل بیماری‌زا یا تشخیص آلودگی‌های هم‌زمان مهم می‌باشد.

#### عوامل مؤثر بر روش بیولوژیک
- نژاد ویرویید
- رقم گونهٔ میزبان
- هم افزایی (Synergy)
- عوامل محیطی
  - دما
  - نور
  - طول روز
  - وضعیت تغذیه‌ای گیاه
  - وضعیت فیزیکی گیاه
- زمان ایجاد علایم
- روش مایه زنی
  - ایجاد برش یا زخم
  - تلقیح مالشی
  - پیوند

#### مزیت روش بیولوژیک
- سنجش عینی فعالیت‌های بیولوژیکی از قبیل توان انتقال، تکثیر و تولید علایم را فراهم می‌کند.

#### معایب روش بیولوژیک
- در مقیاس بالا عملی نیست
- در قیاس با روش‌های مولکولی بسیار کند و وقت گیر می‌باشد
- برای تمام ویروییدها امکان‌پذیر نمی‌باشد

### روش‌های مولکولی

#### الکتروفورز ژل پلی آکریل آمید
ابتدا ویرویید استخراج و سپس بر روی ژل بررسی می‌شود
الکتروفورز ژل پلی آکریل آمید به ۲ شکل انجام می‌شود:
- الکتروفورز پی در پی (S-PAGE)
- الکتروفورز برگشتی (R-PAGE)

##### الکتروفورز پی در پی (S-PAGE)
۲بار عمل الکتروفورز انجام می‌شود؛ تحت شرایط غیر واسرشتی و به دنبال آن در شرایط واسرشتی اولین الکتروفورز: به مدت ۳ ساعت با جریان ثابت ۵۵ میلی‌آمپر، در دمای ۴ درجه سانتی گراد در قالب ژل ۵٪ به ابعاد ۱۵۰*۱۲۰*۱/۵ میلی‌متر، حاوی بافر TAE زمانی که رنگ زایلن سیانول به اواسط ژل رسید، دومین الکتروفورز را انجام می‌دهیم. دومین الکتروفورز: قسمتی از ژل که حاوی RNAهای ویروییدی است را بریده و در بالای ژل ۵٪ واسرشتی ثانویه که حاوی بافر TAE (PH 6.5) و ۸ مول اوره است، قرار داده می‌شود. به مدت ۴–۴/۵ ساعت، با جریان ثابت ۱۵ میلی‌آمپر در دمای ۵۵درجه سانتی گراد با استفاده از بافر TBE x0/25 انجام می‌شود. طی این عمل RNAهای ویروییدی از سایر RNAهای میزبان جدا می‌شود.

##### الکتروفورز برگشتی (R-PAGE)
براساس تفاوت در ویژگی‌های مولکول ویرویید، تحت شرایط طبیعی و واسرشتی استوار است. اولین الکتروفورز، در شرایط طبیعی که حرکت الکتروفورزی ویرویید، مشابه سایر مولکول‌های اسیدنوکلئیک خطی گیاه است، انجام می‌شود. این مرحله در ولتاژ ثابت و تا زمانی که زایلن سیانول به یک سانتی‌متری پایین ژل برسد؛ صورت می‌گیرد. سپس دستگاه خاموش، بافر الکترود تخلیه و برای اجرای الکتروفورز برگشتی بافر داغ با دمای ۷۰ درجه سانتی گراد با آن جایگزین می‌شود. قطبیت معکوس می‌شود و تانک الکتروفورز در اینکوباتور ۷۰ درجه سانتی گراد قرار داده و مرحله را تا زمانی که رنگ زایلن سیانول به بالای ژل برسد؛ ادامه می‌دهیم. این مرحله معمولاً نصف مرحله قبل زمان خواهد برد.

##### رنگ آمیزی ژل
این عمل با تولوئیدن بلو یا اتیدیوم بروماید یا نیترات نقره صورت می‌گیرد.
عوامل زیر در انتخاب هر کدام از روش‌های فوق مؤثر است:
- مقدار RNA موجود ویرویید
- مدت زمان مورد نیاز
- هدف استفاده از RNA آنالیز شده

##### مزایا و معایب الکتروفورز ژل پلی آکریل آمید
- علی‌رغم حساسیت کمتر نسبت به بسیاری از روش‌ها، ارزانتر و در دسترس تر می‌باشد
- نیاز به آموزش‌های کمتری دارد
- ابزار مناسب و ضروری جهت شناسایی ویروییدهای ناشناخته می‌باشد
- برخلاف سایر روش‌های مولکولی، نیازی به داشتن اطلاعات در مورد توالی نوکلئوتیدی نیست
- برای تشخیص ویرویید در غلظت‌های بسیار پایین یا تمایز برخی ویروییدها نظیر CCCVd از CTiVd استفاده از روش RT-PCR یا هیبریداسیون اسیدنوکلئیک ضروری می‌باشد.

#### RT-PCR
نیاز به مقدارکمتری نمونه می‌باشد
معمولاً ۱۰ تا ۱۰۰ بار حساس تر از روش هیبریداسیون و ۲۵۰۰ بار حساس تر از روش الکتروفورز برگشتی ژل پلی اکریل آمید می‌باشد
اغلب نیاز به شناساگرهای نشانه دار شده با مواد رادیواکتیو ندارد
علی‌رغم حساسیت این روش به دلیل تشکیل ساختار ثانویه در ویروئیدها، امکان بروز نتایج غیرقابل استناد همواره وجود دارد.

#### هیبریداسیون مولکولی
- Northern and Southern Hybridization
- Dot-blot hybridization

اساس کار در تمام هیبریداسیون‌ها در تشخیص ویروییدها اتصال پروپ به قطعات مد نظر و شناسایی آن‌ها می‌باشد.
سادرن بلات عمدتاً برای DNA، نورترن بلات برای RNA و دات بلات هم بر پایهٔ لکه‌گذاری روی صفحات نیتروسلولزی می‌باشد.

### روش‌های تلفیقی در تشخیص ویروییدها
تلفیق روش بیولوژیک و روش‌های مولکولی:تشخیص قطعی ۲ ویرویید CEVd و HSVd از یکدیگر در مرکبات با استفاده از روش بیولوژیک و روش‌های مولکولی مثل هیبریداسیون و RT-PCR به خاطر اختلاف در اندازه، توالی نوکلئوتیدی و بیماری زایی آن‌ها امکان‌پذیر است.
روش RT-PCR-DBH:این روش تلفیقی از ۲ روش RT-PCR و dot blot hybridization می‌باشد. در این روش به جای استخراج نوکلئیک اسید از گیاه برای عمل DBH، محصول RT-PCR در DBH استفاده می‌شود. این روش ۱۰۰۰بار حساس تر از southern blot و ۱۰۰ بار حساس تر نسبت به PCR در تشخیص ویرویید Hot stunt viroid در مرکبات می‌باشداین روش برای تشخیص ویروییدها با غلظت پایین مناسب می‌باشد.